# 比耶勒 (大西洋比利牛斯省)
比耶勒（法語：Bielle，法語發音：[bjɛl]）是法国大西洋比利牛斯省的一个市镇，位于该省东南部，属于奥洛龙-圣玛丽区。

## 地理
比耶勒（43°3'17"N, 0°25'56"W）面积25.37 平方千米，位于法国新阿基坦大区大西洋比利牛斯省，该省份为法国东南部省份，涵盖了贝阿恩与北巴斯克，西临大西洋比斯開灣，北至朗德省，东北接热尔省，东临上比利牛斯省，南与西班牙接壤。
与比耶勒接壤的市镇（或旧市镇、城区）包括：伊泽斯特、阿斯特-贝翁、艾迪尤斯、比耶尔、卡斯泰特、热尔-贝莱斯唐、卢维瑞宗、萨朗斯。

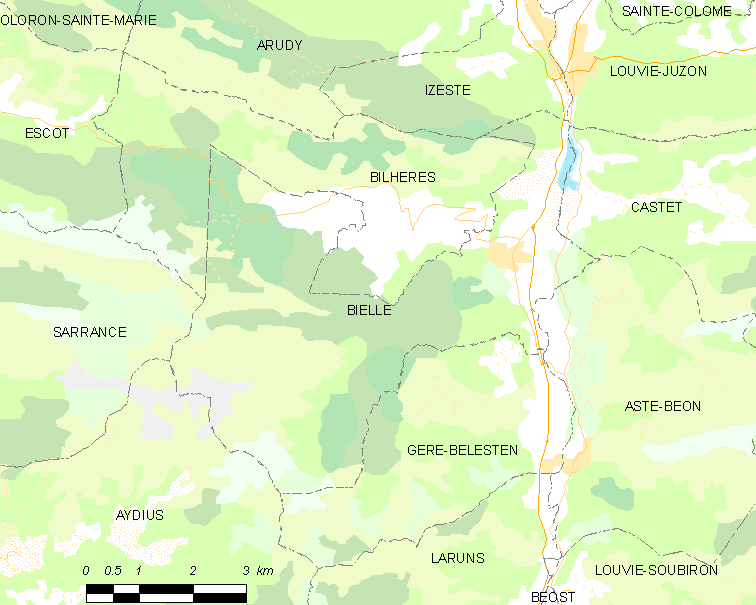
的OSM定位图

比耶勒的时区为UTC+01:00、UTC+02:00（夏令时）。

## 行政
比耶勒的邮政编码为64260，INSEE市镇编码为64127。

## 政治
比耶勒所属的省级选区为奥洛龙-圣玛丽第二县。

## 人口

1962-2008年间人口变化图示

比耶勒于2022年1月1日时的人口数量为377人。